# Sporophila funerea
El semillero piquigrueso (en Panamá, Nicaragua, México y Ecuador) (Sporophila funerea), también denominado  semillero de pico grueso (en México), arrocero piquigrueso (en Colombia), semillero picogrueso (en Costa Rica), pinzón semillero pico grueso (en Honduras), o semillerito piquigrueso, es una especie de ave paseriforme de la familia Thraupidae perteneciente al numeroso género Sporophila, anteriormente situada en el género Oryzoborus. Es nativo de México, América Central y noroeste de América del Sur.

## Distribución y hábitat
Se distribuye desde la vertiente del Golfo en el sur de México (desde Veracruz), por la vertiente caribeña de Belice, Guatemala, Honduras, Nicaragua, y también por la vertiente del Pacífico de Costa Rica y Panamá (inclusive en las islas Pearl y Coiba), norte y occidente de Colombia, hacia el este hasta el extremo noroeste de Venezuela y hacia el sur por los valles de las tres cadenas andinas hasta el suroeste de Colombia y por la pendiente del Pacífico hasta el suroeste de Ecuador.
Es una especie común en bordes de selvas húmedas, campos arbustivos y pastizales con arbustos y árboles dispersos, crecimientos secundarios y pastos altos; es más arborícola que otros semilleros. Desde tierras bajas hasta los 1100 m de altitud, generalmente por debajo de los 500 m.
Se alimenta principalmente de granos, pero también de frutos e insectos. La temporada reproductiva comprende de abril a septiembre. Construye sus nidos —cuencos elaborados de finas raicillas, pastos y pelo— en arbustos o ramas de árboles, desde 0,8 hasta 2,5 m de altura. La hembra pone dos huevos blancos con manchas pardas y lilas.

## Descripción
Mide en promedio unos 11,5 cm de longitud. Es de apariencia muy similar al semillero variable (Sporophila corvina), pero se diferencia de este esencialmente por el pico más grande, fuerte y cónico. El macho es casi completamente negro, a excepción de una pequeña mancha blanca en el ala y la base de las plumas primarias internas, blanca también y sólo visible en el vuelo. La hembra es parda rojiza, más clara en la región ventral, similar a la hembra del semillerito unicolor (Amaurospiza concolor) pero más grande.

## Sistemática

### Descripción original
La especie S. funerea fue descrita por primera vez por el zoólogo británico Philip Lutley Sclater en 1859 bajo el nombre científico Oryzoborus funereus; su localidad tipo es: «Suchapan, Oaxaca, México».

### Etimología
El nombre genérico femenino Sporophila es una combinación de las palabras del griego «sporos»: semilla, y  «philos»: amante; y el nombre de la especie «funerea» proviene del latín  «funereus» que significa ‘fúnebre’.

### Taxonomía
La presente especie, junto a otras cinco, estuvo tradicionalmente incluida en el género Oryzoborus, hasta que los estudios filogenéticos de Mason & Burns (2013) demostraron que estas especies y también Dolospingus fringilloides se encontraban embutidas dentro del género Sporophila. En la Propuesta N° 604 al Comité de Clasificación de Sudamérica (SACC) se aprobó la transferencia de dichas especies a Sporophila, así como también en el Comité de Clasificación de Norte y Mesoamérica (NACC) (Chesser et al. 2014).
Diversos autores consideraron que Sporophila angolensis y la presente especie son conespecíficas, sin embargo, aparte de las notables diferencias de plumaje, nunca se ha estudiado adecuadamente la naturaleza del flujo genético entre ambas; aunque ocurre hibridación en el área de contacto en el norte de Colombia, no hay evidencias de una multitud de híbridos o de intergradacion en el área que podría indicar un libre cruzamiento entre las dos.
Los datos presentados por los amplios estudios filogenéticos recientes demostraron que la presente especie es hermana de Sporophila angolensis y el par formado por ambas es hermano de Sporophila torqueola.

### Subespecies
Según la clasificación del Congreso Ornitológico Internacional (IOC) se reconocen cinco subespecies, con su correspondiente distribución geográfica:
- Sporophila funerea funerea (P.L. Sclater), 1860 – del sureste de México al norte de Nicaragua.
- Sporophila funerea salvini (Ridgway), 1884 – del sur de Nicaragua, Costa Rica (excepto el suroeste) y norte de Panamá.
- Sporophila funerea ochrogyne Olson, 1981 – sureoste de Costa Rica, sur de Panamá al norte y oeste de Colombia y noroeste de Venezuela.
- Sporophila funerea fractor Olson, 2007 – isla Coiba, litoral sur de Panamá.
- Sporophila funerea aethiops (P.L. Sclater), 1860 – sureoste de Colombia y oeste de Ecuador.

La clasificación Clements Checklist/eBird v.2019 y otras no reconocen subespecies.